# Complement circumstanțial de scop
Complementul circumstanțial de scop este partea secundară de propoziție complement circumstanțial care arată scopul realizării unei acțiuni. Răspunde la întrebarea "cu ce scop? în ce scop?".
Exemplu – Am plecat devreme pentru a fi primiți.